# Pečersk
Pečersk (rusky Печерск) je vesnice ve Smolenské oblasti v Ruské federaci.
Leží přibližně sedm kilometrů na sever od Smolenska a v roce 2002 měla 3750 obyvatel. V roce 1998 mělo 4067 obyvatel a v roce 1859 19 obyvatel (a pravoslavný kostel).
Její jméno je odvozeno od staršího ruského slova печера, které znamená jeskyně.
Dne 10. dubna 2010 došlo nedaleko vesnice k havárii letounu Tu-154 s polskou delegací na palubě, při níž všichni cestující včetně polského prezidenta Lecha Kaczyńského zahynuli. Letoun se snažil přistát na nedaleké Smolenské letecké základně.